# Iso (España)
Iso (en euskera y cooficialmente: Isu) es un caserío español, hoy día despoblado, del municipio de Romanzado, perteneciente a la Comunidad Foral de Navarra.

## Toponimia
El lugar se conoce en euskera como Isu.

## Historia
Hacia mediados del siglo XIX, el lugar, ya por entonces perteneciente a Romanzado, tenía contabilizada una población de 24 habitantes. Aparece descrito en el noveno volumen del Diccionario geográfico-estadístico-histórico de España y sus posesiones de Ultramar de Pascual Madoz con las siguientes palabras:

ISO: l. del ayunt. del valle de Romanzado en la prov. y c. g. de Navarra, part. jud. de Aoiz (5 leg.), aud. terr. y dióc. de Pamplona (9): sit. en sobre un elevado cerro á la orilla der. y cerca de 1/4 de leg. del r. Salazar, en el camino que desde el valle del mismo nombre y Navascues conduce á Lumbier; clima frio, le combaten los vientos N. y NO: Tiene 3 casas; igl. parr. (San Fructuoso), de entrada, servida por un abad de provision de los vec., junto á las casas hay una fuente para el surtido del vecindario. Confina el térm. N. Orradre y Napal; E. Aspurz; S. Bigüezal, y O. Domeño, estendiéndose 1/2 leg. de N. á S., y 1 de E. á O. El terreno es secano y estéril, le atraviesa el r. Salazar, que tiene un puente sobre la carretera que de Navascues y Roncal conduce á Lumbier pasando por este l. caminos: de herradura en mal estado. El correo se recibe de Lumbier. prod.: tribo y algunas hortalizas y legumbres: cria de ganado vacuno y lanar, aunque poco; caza de liebres y perdices: pesca de truchas y barbos. pobl.: 3 vec., 24 alm. riqueza: con el valle. (V.)
(Madoz, 1847, p. 463)

En 2023, la entidad singular de población tenía empadronados 0 habitantes.